# Thrypticomyia dichromogaster
Thrypticomyia dichromogaster là một loài ruồi trong họ Limoniidae. Chúng phân bố ở miền Australasia.